# Sacred Cow
Sacred Cow es el tercer episodio de la primera temporada de la serie animada de TV Bob's Burgers. Se emitió originalmente por Fox en Estados Unidos el 23 de enero de 2011.
Fue escrito por Nora Smith y dirigido por Jennifer Coyle. Recibió críticas positivas por la interacción de personajes, bromas y argumento. De acuerdo a las mediciones de audiencia, fue visto por 4,81 millones de hogares en su emisión original. Cuenta con actuaciones invitadas de Todd Barry, Larry Murphy y Paul F. Tompkins.

## Argumento
Bob celebra la hamburguesa 100.000 que va a vender. Un controversial realizador de documentales llamado Randy (Paul F. Tompkins) comienza a filmar su nueva producción y ata a una vaca llamada "Moolissa" (en realidad un novillo con una peluca rubia) afuera del restaurante. Bob ve esto y Randy le explica que es un desafío: puede matar a Moolissa y hacerla hamburguesa o dejarla vivir; tiene tiempo hasta que el contador puesto al lado se detenga. Bob se avergüenza de toda la situación, así como también tolera que Louise lo llame asesino repetidas veces. A pesar de esto, como resultado de la publicidad involuntaria de la vaca, el restaurante comienza a tener más clientes.
Esa noche Bob tiene una pesadilla en la que va a juicio acusado de matar a Moolissa y lo pierde; al levantarse, decide dejarla entrar a la casa. Mientras que a los chicos les encanta la idea, Linda la quiere afuera. Sin embargo, como las vacas no puede descender escaleras, no pueden sacarla. Randy ve esto y le recuerda a Bob que tiene 2 días hasta que pare el contador y tome la decisión. A la mañana siguiente, Linda le revela que pudo sacar a Moolissa de la casa (al ponerla sobre un colchón y con medias puestas) pero resulta que ha desaparecido de la calle.
Mientras tanto, Tina y Louise descubren que las heces de Moolisa se parecen al emoticono de una smiley [:)]. Esto lleva a Tina a pensar que Moolissa le está enviando mensajes a través de las heces. Louise luego comienza a jugarle una broma a Tina simulando diversos emoticones con una manga pastelera. Luego, a la noche, decide hacer uno en forma de "cara enojada" [>:(] y tina se perturba al ver esto llevándola a pensar que es tiempo de que ambos sigan con sus vidas.
Al ser robada Moolissa, los Belcher y el equipo de filmación se unen para buscarla y descubren que el novillo fue llevado por una pareja como atracción para su zoológico-granja. Esa noche logran recuperarla y vuelven a tiempo para el final del conteo y para que Bob tome la decisión. Sin embargo le pide a Randy más tiempo, lo que los lleva a una discusión. Al hacerlo no reparan en que Moolissa está cruzando la calle cuando una camioneta se acerca y, aunque llega a frenar antes de golpearlo, Moolisa muere momentos después por un infarto. Tina se entristece por la muerte pero descubre que las heces en forma de un emoticono de corazón [<3]. Bob se desmaya por la pérdida y sueña con Moolissa en el Cielo (con la voz de Todd Barry). Le dice a Bob que quiere que haga una hamburguesa con él y se besan apasionadamente. Al día siguiente, Bob le prepara un funeral en el restaurante y decide nombrar a la hamburguesa 100.000 como "Rest in Peas" (juego de palabras de misma pronunciación de la frase "Rest in PEACE" (Descanse en paz) con PEAS, que son guisantes) mientras el equipo filma para el documental.

## Recepción
En su emisión original en Estados Únicos, "Sacred Cow" fue visto por un estimado de 4,18 millones de hogares y recibió una medición de 2.2/5% del share en adultos entre 18-49 años, una caída desde el primer y segundo episodio.
A pesar de esta caída, recibió aún mejores críticas que el anterior. Rowan Kaiser de A. V. Club lo calificó con una B (el anterior con una C), le gustó que los personajes son queribles y graciosos al igual que las bromas. Empató con The Cleveland Show y American Dad en el puntaje de la crítica de las transmisiones de esa noche.